# سانایا ایرانی
سانایا ایرانی (به انگلیسی: Sanaya Irani) بازیگر، مدل، رقصنده هندی است.
از فیلم‌هایی که وی در آن نقش داشته است می‌توان به فنا، عشق من اشاره کرد.